# Aryballos

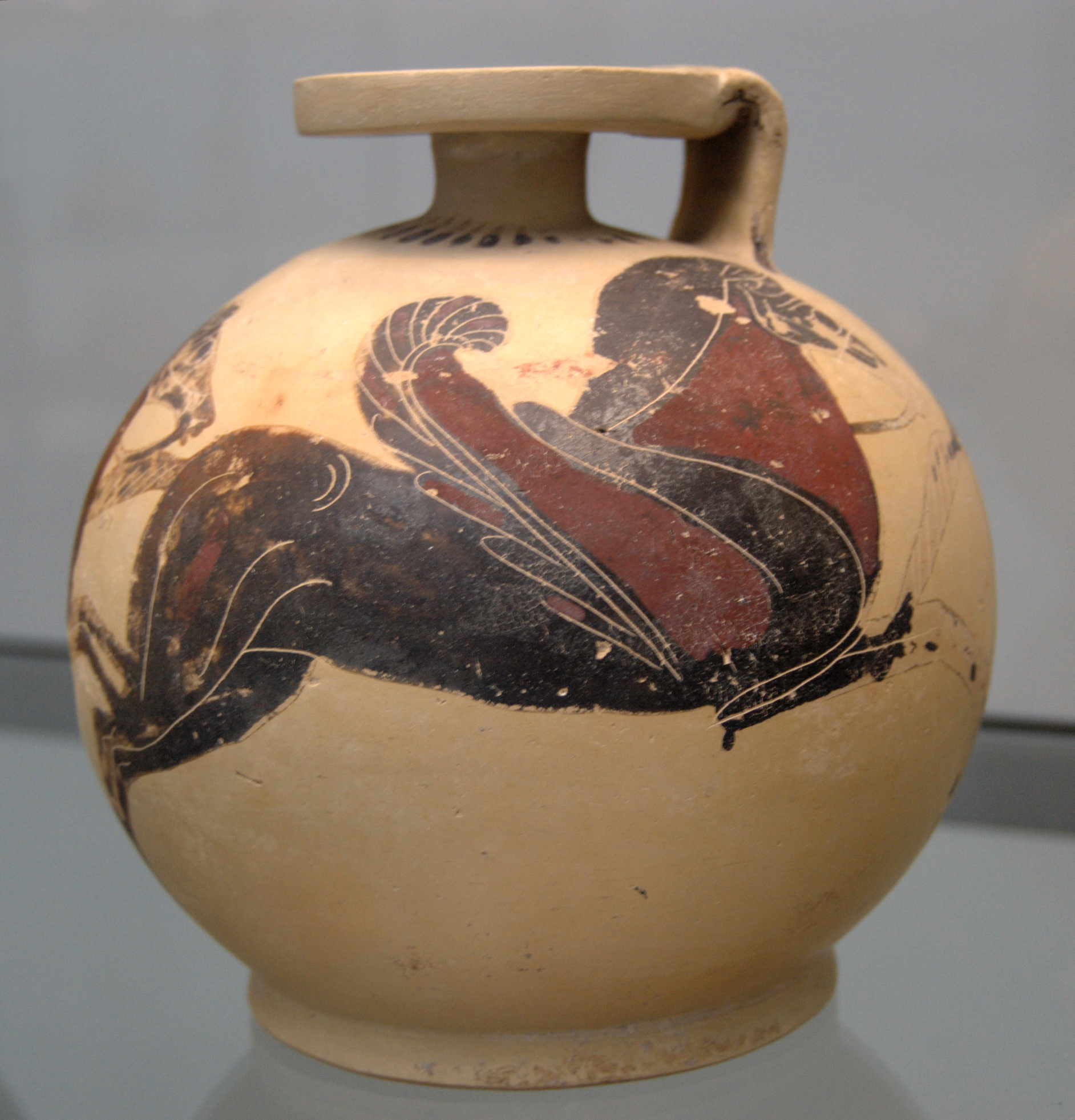
Aryballos s pegasem - kolem 580 př. n. l.

Aryballos (z řečtiny αρύβαλλος, plurál aryballoi) je malá starověká řecká nádoba kulovitého či vejčitého tvaru s krátkým krkem, na nějž bylo posazeno malé ouško sloužící k protažení provázku nebo řemínku. Jedná se o menší formu lékythu.
Aryballos sloužil k uchovávání parfémů a olejů. Na vázových malbách je zobrazován společně s atlety, kteří si jej zavěšovali na zápěstí, nebo na zavěšený na kolíku přibitém ke zdi. Jeho široké ploché ústí sloužilo k roztírání oleje či vonných látek po těle.
Jeho tvar původně vycházel z oinochoé z geometrického období (9. století př. n. l.). Svoji definitivní podobu získal v následném protokorintském období, kdy se jeho tvar změnil z kulovitého na kónický a poté zpět na kulovitý. Současně získal také široké ploché ústí a ouško. V pozdějších obdobích se objevuje také se zvoncovitým ústím, druhým ouškem nebo s plochým podstavcem.